# Quaquernos
Los quaquernos o quacernos (en latín, QVAQVERNI) era un pueblo celta que habitaba en el norte de Portugal y el sur de Galicia, en las montañas donde nacen los ríos Cávado y Támega. Resistieron hasta la llegada de los suevos, durante las invasiones bárbaras.
- Datos: Q960476